# Alemania en la Copa Mundial de Fútbol de 2014
La selección de Alemania fue uno de los 32 equipos participantes en la Copa Mundial de Fútbol de 2014, torneo que se llevó a cabo del 12 de junio al 13 de julio en Brasil. 
Esta fue su decimoctava participación en mundiales y decimosexta consecutiva desde Suiza 1954. Durante el Mundial, la «Mannschaft» estuvo encuadrada en el grupo G, como cabeza de serie, junto a las selecciones de Portugal, Estados Unidos y Ghana.
La selección alemana conquistó su cuarto título mundial tras vencer a Argentina, convirtiéndola junto a Italia como la segunda más laureada después de Brasil. También se convirtió en la primera selección europea en conquistar la Copa Mundial en el continente americano.
Manuel Neuer fue galardonado con el guante de oro de la justa, con lo cual logró vencer al costarricense Keylor Navas y al argentino Sergio Romero quienes junto con el eran los más firmes candidatos para recibir dicho premio. Por su parte brasil 7 a 1
alcanzó los 10 goles en tan solo 13 partidos disputados con la selección en Sudáfrica 2010 y Brasil 2014, quedando a 6 goles del máximo artillero Miroslav Klose. La escuadra germana finalizó el mundial de forma invicta con seis triunfos y un empate, a su vez siendo el mejor ataque con 18 goles marcados y sólo cuatro encajados; además mantuvo la portería a cero en cuatro de los siete partidos disputados.

## Clasificación
Alemania disputó la clasificación de la UEFA en el grupo C, obtuvo la clasificación de forma directa como primera de su grupo. Terminó su participación de manera invicta con nueve victorias y un empate siendo la selección con el mejor rendimiento del torneo, junto con la selección de los Países Bajos, al obtener 28 puntos de 30 en juego y un rendimiento del 93,3%. Alemania aseguró su presencia en Brasil 2014 con un partido de antelación, al derrotar en Colonia a Irlanda por 3-0 el 11 de octubre de 2013.

### Grupo C
| Equipo      | Pts | PJ | PG | PE | PP | GF | GC | Dif |
| ----------- | --- | -- | -- | -- | -- | -- | -- | --- |
| Alemania    | 28  | 10 | 9  | 1  | 0  | 36 | 10 | 26  |
| Suecia      | 20  | 10 | 6  | 2  | 2  | 19 | 14 | 5   |
| Austria     | 17  | 10 | 5  | 2  | 3  | 20 | 10 | 10  |
| Irlanda     | 14  | 10 | 4  | 2  | 4  | 16 | 17 | -1  |
| Kazajistán  | 5   | 10 | 1  | 2  | 7  | 6  | 21 | -15 |
| Islas Feroe | 1   | 10 | 0  | 1  | 9  | 4  | 29 | -25 |

| Fecha                    | Lugar     |             |                        | Resultado                                                           |                        |             |
| ------------------------ | --------- | ----------- | ---------------------- | ------------------------------------------------------------------- | ---------------------- | ----------- |
| 7 de septiembre de 2012  | Hannover  | Alemania    | Bandera de Alemania    | 3:0 (1:0) Archivado el 12 de septiembre de 2012 en Wayback Machine. | Bandera de Islas Feroe | Islas Feroe |
| 11 de septiembre de 2012 | Viena     | Austria     | Bandera de Austria     | 1:2 (0:1) Archivado el 21 de marzo de 2013 en Wayback Machine.      | Bandera de Alemania    | Alemania    |
| 12 de octubre de 2012    | Dublín    | Irlanda     | Bandera de Irlanda     | 1:6 (0:2) Archivado el 25 de octubre de 2012 en Wayback Machine.    | Bandera de Alemania    | Alemania    |
| 16 de octubre de 2012    | Berlín    | Alemania    | Bandera de Alemania    | 4:4 (3:0) Archivado el 25 de octubre de 2012 en Wayback Machine.    | Bandera de Suecia      | Suecia      |
| 22 de marzo de 2013      | Astaná    | Kazajistán  | Bandera de Kazajistán  | 0:3 (0:2) Archivado el 25 de marzo de 2013 en Wayback Machine.      | Bandera de Alemania    | Alemania    |
| 26 de marzo de 2013      | Núremberg | Alemania    | Bandera de Alemania    | 4:1 (3:0) Archivado el 30 de marzo de 2013 en Wayback Machine.      | Bandera de Kazajistán  | Kazajistán  |
| 6 de septiembre de 2013  | Múnich    | Alemania    | Bandera de Alemania    | 3:0 (1:0) Archivado el 5 de septiembre de 2013 en Wayback Machine.  | Bandera de Austria     | Austria     |
| 10 de septiembre de 2013 | Tórshavn  | Islas Feroe | Bandera de Islas Feroe | 0:3 (0:1) Archivado el 14 de septiembre de 2013 en Wayback Machine. | Bandera de Alemania    | Alemania    |
| 11 de octubre de 2013    | Colonia   | Alemania    | Bandera de Alemania    | 3:0 (1:0) Archivado el 12 de octubre de 2013 en Wayback Machine.    | Bandera de Irlanda     | Irlanda     |
| 15 de octubre de 2013    | Solna     | Suecia      | Bandera de Suecia      | 3:5 (2:1) Archivado el 19 de octubre de 2013 en Wayback Machine.    | Bandera de Alemania    | Alemania    |

### Goleadores
| Jugador         | Goles | PJ |
| --------------- | ----- | -- |
| Mesut Özil      | 8     | 10 |
| Marco Reus      | 5     | 6  |
| André Schürrle  | 5     | 6  |
| Miroslav Klose  | 4     | 6  |
| Mario Götze     | 4     | 7  |
| Thomas Müller   | 4     | 10 |
| Toni Kroos      | 3     | 7  |
| Per Mertesacker | 2     | 8  |
| İlkay Gündoğan  | 1     | 2  |
| Sami Khedira    | 1     | 8  |

## Preparación

### Sede de entrenamiento
El 13 de diciembre de 2013 la Federación Alemana de Fútbol (DFB) anunció que la sede de entrenamiento y campamento base de concentración de la selección alemana será el complejo Campo Bahía ubicado a orillas del mar dentro de la zona turística de Costa del Descubrimiento en el municipio de Santa Cruz Cabrália en el estado de Bahía. Campo Bahía se encuentra en la misma zona climática de las ciudades donde Alemania disputará sus tres partidos en la fase de grupos, además ofrece la logística e infraestructura requeridas por los representantes de la DFB. El aeropuerto del municipio de Porto Seguro se encuentra a 45 minutos y es ideal para viajar a Salvador, Recife y Fortaleza.
El complejo Campo Bahía de 15,000 metros cuadrados incluye 14 bloques de alojamiento de dos plantas, sumando un total de 60 habitaciones . Los bloques forman un anillo alrededor de un edificio central que presenta ambientes con cocina, piscinas y salas de reuniones, actualmente se encuentra en construcción y se culminará en abril de 2014.
Se prevé que la selección Alemana llegue a Campo Bahía el 8 de junio de 2014, ocho días antes de su primer partido contra Portugal en Salvador el 16 de junio.

### Amistosos previos
| 15 de noviembre de 2013 | Italia    | 1:1 (1:1) | Alemania   | Estadio Giuseppe Meazza, Milán, Italia                           |                                                                  |
|                         | Abate 28' | Reporte   | Hummels 8' | Asistencia: 40 000 espectadores Árbitro(s): Olegário Benquerença | Asistencia: 40 000 espectadores Árbitro(s): Olegário Benquerença |

| 18 de noviembre de 2013 | Inglaterra | 0:1 (0:1) | Alemania        | Estadio de Wembley, Londres, Inglaterra                     |                                                             |
|                         |            | Reporte   | Mertesacker 39' | Asistencia: 85 934 espectadores Árbitro(s): Stéphane Lannoy | Asistencia: 85 934 espectadores Árbitro(s): Stéphane Lannoy |

| 5 de marzo de 2014 | Alemania  | 1:0 (1:0) | Chile | Mercedes-Benz Arena, Stuttgart, Alemania                     |                                                              |
|                    | Götze 16' | Reporte   |       | Asistencia: 54 449 espectadores Árbitro(s): Mark Clattenburg | Asistencia: 54 449 espectadores Árbitro(s): Mark Clattenburg |

| 13 de mayo de 2014 | Alemania | 0:0     | Polonia | Imtech Arena, Hamburgo, Alemania                                     |                                                                      |
|                    |          | Reporte |         | Asistencia: 37 569 espectadores Árbitro(s): David Fernández Borbalán | Asistencia: 37 569 espectadores Árbitro(s): David Fernández Borbalán |

| 1 de junio de 2014 | Alemania                  | 2:2 (0:0) | Camerún                       | Borussia-Park, Mönchengladbach, Alemania                  |                                                           |
|                    | Müller 66' · Schürrle 71' | Reporte   | Eto'o 62' · Choupo-Moting 78' | Asistencia: 41 250 espectadores Árbitro(s): Damir Skomina | Asistencia: 41 250 espectadores Árbitro(s): Damir Skomina |

| 6 de junio de 2014 | Alemania                                                              | 6:1 (0:0) | Armenia               | Coface Arena, Mainz, Alemania                              |                                                            |
|                    | Schürrle 52' · Podolski 71' · Höwedes 73' · Klose 76' · Götze 82' 89' | Reporte   | Mkhitaryan 69' (pen.) | Asistencia: 27 000 espectadores Árbitro(s): Harald Lechner | Asistencia: 27 000 espectadores Árbitro(s): Harald Lechner |

## Lista de Jugadores
El 8 de mayo de 2014 el entrenador de la selección alemana, Joachim Löw, anuncio la lista provisional de 30 convocados. La nómina definitiva de los 23 jugadres que viajarán a Brasil se anunció el 2 de junio.
| #  | Nombre                 | Posición       | Edad        | PJ Sel      | G           | Club                     |
| -- | ---------------------- | -------------- | ----------- | ----------- | ----------- | ------------------------ |
| 1  | Manuel Neuer           | Portero        | 28          | 45          | 0           | Bayern Munich            |
| 2  | Kevin Großkreutz       | Defensa        | 25          | 5           | 0           | Borussia Dortmund        |
| 3  | Matthias Ginter        | Centrocampista | 20          | 2           | 0           | Friburgo                 |
| 4  | Benedikt Höwedes       | Defensa        | 26          | 21          | 2           | Schalke 04               |
| 5  | Mats Hummels           | Defensa        | 25          | 30          | 2           | Borussia Dortmund        |
| 6  | Sami Khedira           | Centrocampista | 27          | 46          | 4           | Real Madrid              |
| 7  | Bastian Schweinsteiger | Centrocampista | 29          | 102         | 23          | Bayern Munich            |
| 8  | Mesut Özil             | Centrocampista | 25          | 55          | 17          | Arsenal                  |
| 9  | André Schürrle         | Centrocampista | 23          | 33          | 13          | Chelsea                  |
| 10 | Lukas Podolski         | Centrocampista | 29          | 114         | 47          | Arsenal                  |
| 11 | Miroslav Klose         | Delantero      | 36          | 132         | 69          | Lazio                    |
| 12 | Ron-Robert Zieler      | Portero        | 25          | 3           | 0           | Hannover 96              |
| 13 | Thomas Müller          | Centrocampista | 24          | 49          | 17          | Bayern Munich            |
| 14 | Julian Draxler         | Centrocampista | 20          | 11          | 1           | Schalke 04               |
| 15 | Erik Durm              | Defensa        | 22          | 1           | 0           | Borussia Dortmund        |
| 16 | Philipp Lahm           | Defensa        | 30          | 106         | 5           | Bayern Munich            |
| 17 | Per Mertesacker        | Defensa        | 29          | 98          | 4           | Arsenal                  |
| 18 | Toni Kroos             | Centrocampista | 24          | 44          | 5           | Bayern Munich            |
| 19 | Mario Götze            | Centrocampista | 22          | 29          | 9           | Bayern Munich            |
| 20 | Jérôme Boateng         | Defensa        | 25          | 39          | 0           | Bayern Munich            |
| 21 | Shkodran Mustafi2      | Defensa        | 22          | 1           | 0           | Sampdoria                |
| 22 | Roman Weidenfeller     | Portero        | 33          | 3           | 0           | Borussia Mönchengladbach |
| 23 | Christoph Kramer       | Centrocampista | 23          | 2           | 0           | Borussia Mönchengladbach |
| DT | Joachim Löw            | Joachim Löw    | Joachim Löw | Joachim Löw | Joachim Löw | Joachim Löw              |

Los siguientes jugadores fueron incluidos en la lista provisional de 30 convocados que la Federación Alemana de Fútbol (DFB) envió a la FIFA pero no formaron parte de la nómina definitiva de 23 jugadores. Joachim Löw prescindió en primer lugar de los mediocampistas Leon Goretzka y Max Meyer y del defensa Marcell Jansen. Mientras que el 23 de mayo se anunció que Lars Bender no jugará el mundial debido a un desgarro de tendón en la parte superior del muslo derecho. Marcel Schmelzer no pudo recuperarse de una lesión muscular arrastrada desde meses atrás y tuvo que ser dado de baja junto a Kevin Volland y Shkodran Mustafi al momento de presentar la lista de 23. Marco Reus sufrió una lesión en el tobillo durante el último partido de preparación contra Armenia por lo que tuvo que ser dado de baja de la nómina de 23.
| Nombre           | Posición       | Edad | PJ Sel | G | Club              |
| ---------------- | -------------- | ---- | ------ | - | ----------------- |
| Marcell Jansen   | Defensa        | 28   | 45     | 3 | Hamburgo          |
| Marcel Schmelzer | Defensa        | 26   | 16     | 0 | Borussia Dortmund |
| Lars Bender      | Centrocampista | 25   | 17     | 4 | Bayer Leverkusen  |
| Leon Goretzka    | Centrocampista | 19   | 1      | 0 | Schalke 04        |
| Max Meyer        | Centrocampista | 18   | 1      | 0 | Schalke 04        |
| Marco Reus2      | Centrocampista | 25   | 21     | 7 | Borussia Dortmund |
| Kevin Volland    | Delantero      | 21   | 1      | 0 | Hoffenheim        |

## Participación

### Grupo G
| Equipo         | Pts | PJ | PG | PE | PP | GF | GC | Dif |
| -------------- | --- | -- | -- | -- | -- | -- | -- | --- |
| Alemania       | 7   | 3  | 2  | 1  | 0  | 7  | 2  | 5   |
| Estados Unidos | 4   | 3  | 1  | 1  | 1  | 4  | 4  | 0   |
| Portugal       | 4   | 3  | 1  | 1  | 1  | 4  | 7  | -3  |
| Ghana          | 1   | 3  | 0  | 1  | 2  | 4  | 6  | -2  |

#### Alemania - Portugal
En su debut, disputado el 16 de junio en el Arena Fonte Nova de Salvador de Bahía, venció con un contundente 4-0  a la selección portuguesa con triplete de Thomas Müller y gol de cabeza de Mats Hummels.
| 16 de junio de 2014, 13:00 | Alemania                                | 4:0 (3:0) | Portugal | Arena Fonte Nova, Salvador de Bahía                       |                                                           |
|                            | Müller 11' (pen.) 45' 77' · Hummels 31' | Reporte   |          | Asistencia: 51 081 espectadores Árbitro(s): Milorad Mažić | Asistencia: 51 081 espectadores Árbitro(s): Milorad Mažić |

|  | Bandera de Alemania |  | Bandera de Portugal |  |
|  | ------------------- |  | ------------------- |  |

| ALEMANIA       |    |                  |  |     |
|                |    |                  |  |     |
| POR            | 1  | Manuel Neuer     |  |     |
| DEF            | 20 | Jérôme Boateng   |  |     |
| DEF            | 17 | Per Mertesacker  |  |     |
| DEF            | 5  | Mats Hummels     |  | 73' |
| DEF            | 4  | Benedikt Höwedes |  |     |
| MED            | 6  | Sami Khedira     |  |     |
| MED            | 16 | Philipp Lahm     |  |     |
| MED            | 18 | Toni Kroos       |  |     |
| DEL            | 8  | Mesut Özil       |  | 63' |
| DEL            | 13 | Thomas Müller    |  | 82' |
| DEL            | 19 | Mario Götze      |  |     |
| Sustituciones: |    |                  |  |     |
| MED            | 9  | André Schürrle   |  | 63' |
| DEF            | 21 | Shkodran Mustafi |  | 73' |
| MED            | 10 | Lukas Podolski   |  | 82' |
| Entrenador:    |    |                  |  |     |
| Joachim Löw    |    |                  |  |     |

| PORTUGAL       |    |                   |     |         |
|                |    |                   |     |         |
| POR            | 12 | Rui Patrício      |     |         |
| DEF            | 21 | João Pereira      | 11' |         |
| DEF            | 2  | Bruno Alves       |     |         |
| DEF            | 3  | Pepe              | 37' |         |
| DEF            | 5  | Fábio Coentrão    |     | 65'     |
| MED            | 8  | João Moutinho     |     |         |
| MED            | 4  | Miguel Veloso     |     | 46'(ET) |
| MED            | 16 | Raul Meireles     |     |         |
| DEL            | 17 | Nani              |     |         |
| DEL            | 9  | Hugo Almeida      |     | 28'     |
| DEL            | 7  | Cristiano Ronaldo |     |         |
| Sustituciones: |    |                   |     |         |
| DEL            | 11 | Éder              |     | 28'     |
| DEF            | 13 | Ricardo Costa     |     | 46'(ET) |
| DEF            | 19 | André Almeida     |     | 65'     |
| Entrenador:    |    |                   |     |         |
| Paulo Bento    |    |                   |     |         |

| Árbitros asistentes: Milovan Ristić Dalibor Đurđević Cuarto oficial: Néant Alioum Árbitro asistente de reserva: Djibril Camara |

#### Alemania - Ghana
En el segundo, ante la escuadra ghanesa rescató un empate a -2. Los goles alemanes fueron obra de Mario Götze en el minuto 51 y Miroslav Klose en el 71, mientras que para los africanos marcaron André Ayew (54) y Asamoah Gyan (63). Aquel encuentro tuvo cita el 21 de junio en el Estadio Castelão de Fortaleza.
| 21 de junio de 2014, 16:00 | Alemania              | 2:2 (0:0) | Ghana                  | Estadio Castelão, Fortaleza                              |                                                          |
|                            | Götze 50' · Klose 70' | Reporte   | A. Ayew 53' · Gyan 62' | Asistencia: 59 621 espectadores Árbitro(s): Sandro Ricci | Asistencia: 59 621 espectadores Árbitro(s): Sandro Ricci |

|  | Bandera de Alemania |  | Bandera de Ghana |  |
|  | ------------------- |  | ---------------- |  |

| ALEMANIA       |    |                        |  |         |
|                |    |                        |  |         |
| POR            | 1  | Manuel Neuer           |  |         |
| DEF            | 20 | Jérôme Boateng         |  | 46'(ET) |
| DEF            | 17 | Per Mertesacker        |  |         |
| DEF            | 5  | Mats Hummels           |  |         |
| DEF            | 4  | Benedikt Höwedes       |  |         |
| MED            | 6  | Sami Khedira           |  | 70'     |
| MED            | 16 | Philipp Lahm           |  |         |
| MED            | 18 | Toni Kroos             |  |         |
| DEL            | 8  | Mesut Özil             |  |         |
| DEL            | 13 | Thomas Müller          |  |         |
| DEL            | 19 | Mario Götze            |  | 69'     |
| Sustituciones: |    |                        |  |         |
| DEF            | 21 | Shkodran Mustafi       |  | 46'(ET) |
| DEL            | 11 | Miroslav Klose         |  | 69'     |
| MED            | 7  | Bastian Schweinsteiger |  | 70'     |
| Entrenador:    |    |                        |  |         |
| Joachim Löw    |    |                        |  |         |

| GHANA          |    |                        |       |     |
|                |    |                        |       |     |
| POR            | 16 | Fatau Dauda            |       |     |
| DEF            | 23 | Harrison Afful         |       |     |
| DEF            | 21 | John Boye              |       |     |
| DEF            | 19 | Jonathan Mensah        |       |     |
| DEF            | 20 | Kwadwo Asamoah         |       |     |
| MED            | 17 | Mohammed Rabiu         |       | 78' |
| MED            | 11 | Sulley Muntari         | 90+4' |     |
| MED            | 7  | Christian Atsu         |       | 72' |
| MED            | 9  | Kevin-Prince Boateng   |       | 52' |
| MED            | 10 | André Ayew             |       |     |
| DEL            | 3  | Asamoah Gyan           |       |     |
| Sustituciones: |    |                        |       |     |
| DEL            | 13 | Jordan Ayew            |       | 52' |
| MED            | 22 | Wakaso Mubarak         |       | 72' |
| MED            | 8  | Emmanuel Agyemang-Badu |       | 78' |
| Entrenador:    |    |                        |       |     |
| Kwesi Appiah   |    |                        |       |     |

| Árbitros asistentes: Emerson De Carvalho Marcelo Van Gasse Cuarto oficial: Víctor Hugo Carrillo Árbitro asistente de reserva: Rodney Aquino |

#### Estados Unidos - Alemania
En el último choque del grupo, disputado el 26 de junio en la Arena Pernambuco de Recife, obtuvo su segunda victoria frente a Estados Unidos por 1-0 con gol de Müller en el minuto 55. Al finalizar la primera fase lideró dicho grupo con 7 puntos. 
| 26 de junio de 2014, 13:00 | Estados Unidos | 0:1 (0:0) | Alemania   | Arena Pernambuco, Recife                                    |                                                             |
|                            |                | Reporte   | Müller 54' | Asistencia: 41 876 espectadores Árbitro(s): Ravshan Irmatov | Asistencia: 41 876 espectadores Árbitro(s): Ravshan Irmatov |

|  | Bandera de Estados Unidos |  | Bandera de Alemania |  |
|  | ------------------------- |  | ------------------- |  |

| ESTADOS UNIDOS   |    |                  |     |     |
|                  |    |                  |     |     |
| POR              | 1  | Tim Howard       |     |     |
| DEF              | 23 | Fabian Johnson   |     |     |
| DEF              | 3  | Omar González    | 37' |     |
| DEF              | 5  | Matt Besler      |     |     |
| DEF              | 7  | DaMarcus Beasley |     |     |
| MED              | 19 | Graham Zusi      |     | 84' |
| MED              | 13 | Jermaine Jones   |     |     |
| MED              | 15 | Kyle Beckerman   | 62' |     |
| MED              | 14 | Brad Davis       |     | 59' |
| MED              | 4  | Michael Bradley  |     |     |
| DEL              | 8  | Clint Dempsey    |     |     |
| Sustituciones:   |    |                  |     |     |
| MED              | 11 | Alejandro Bedoya |     | 59' |
| DEF              | 2  | DeAndre Yedlin   |     | 84' |
|                  |    |                  |     |     |
| Entrenador:      |    |                  |     |     |
| Jürgen Klinsmann |    |                  |     |     |

| ALEMANIA       |    |                        |     |         |
|                |    |                        |     |         |
| POR            | 1  | Manuel Neuer           |     |         |
| DEF            | 20 | Jérôme Boateng         |     |         |
| DEF            | 17 | Per Mertesacker        |     |         |
| DEF            | 5  | Mats Hummels           |     |         |
| DEF            | 4  | Benedikt Höwedes       | 11' |         |
| MED            | 7  | Bastian Schweinsteiger |     | 76'     |
| MED            | 16 | Philipp Lahm           |     |         |
| MED            | 18 | Toni Kroos             |     |         |
| DEL            | 8  | Mesut Özil             |     | 89'     |
| DEL            | 13 | Thomas Müller          |     |         |
| DEL            | 10 | Lukas Podolski         |     | 46'(ET) |
| Sustituciones: |    |                        |     |         |
| DEL            | 11 | Miroslav Klose         |     | 46'(ET) |
| MED            | 19 | Mario Götze            |     | 76'     |
| MED            | 9  | André Schürrle         |     | 89'     |
| Entrenador:    |    |                        |     |         |
| Joachim Löw    |    |                        |     |         |

| Árbitros asistentes: Abdukhamidullo Rasulov Bakhadyr Kochkarov Cuarto oficial: Néant Alioum Árbitro asistente de reserva: Djibril Camara |

### Octavos de final

#### Alemania - Argelia
En el partido de octavos de final, celebrado el 30 de junio en el Estadio Beira-Rio de Porto Alegre, se midió ante la selección argelina ganando en la prórroga por 2-1, por conducto de André Schürrle al minuto 92 y Mesut Özil al 119.
| 30 de junio de 2014, 17:00 | Alemania                 | 2:1 (0:0, 0:0) (t. s.) | Argelia     | Estadio Beira-Rio, Porto Alegre                          |                                                          |
|                            | Schürrle 91' · Özil 119' | Reporte                | Djabou 120' | Asistencia: 43 063 espectadores Árbitro(s): Sandro Ricci | Asistencia: 43 063 espectadores Árbitro(s): Sandro Ricci |

|  | Bandera de Alemania |  | Bandera de Argelia |  |
|  | ------------------- |  | ------------------ |  |

| ALEMANIA       |    |                        |      |         |
|                |    |                        |      |         |
| POR            | 1  | Manuel Neuer           |      |         |
| DEF            | 21 | Shkodran Mustafi       |      | 70'     |
| DEF            | 17 | Per Mertesacker        |      |         |
| DEF            | 20 | Jérôme Boateng         |      |         |
| DEF            | 4  | Benedikt Höwedes       |      |         |
| MED            | 7  | Bastian Schweinsteiger |      | 109'    |
| MED            | 16 | Philipp Lahm           | 107' |         |
| MED            | 18 | Toni Kroos             |      |         |
| DEL            | 8  | Mesut Özil             |      |         |
| DEL            | 13 | Thomas Müller          |      |         |
| DEL            | 19 | Mario Götze            |      | 46'(ET) |
| Sustituciones: |    |                        |      |         |
| MED            | 9  | André Schürrle         |      | 46'(ET) |
| MED            | 6  | Sami Khedira           |      | 70'     |
| MED            | 23 | Christoph Kramer       |      | 109'    |
| Entrenador:    |    |                        |      |         |
| Joachim Löw    |    |                        |      |         |

| ARGELIA           |    |                        |     |      |
|                   |    |                        |     |      |
| POR               | 23 | Raïs M'Bolhi           |     |      |
| DEF               | 20 | Aïssa Mandi            |     |      |
| DEF               | 4  | Essaïd Belkalem        |     |      |
| DEF               | 5  | Rafik Halliche         | 42' | 97'  |
| DEF               | 3  | Faouzi Ghoulam         |     |      |
| MED               | 22 | Mehdi Mostefa          |     |      |
| MED               | 8  | Mehdi Lacen            |     |      |
| MED               | 10 | Sofiane Feghouli       |     |      |
| MED               | 19 | Saphir Taïder          |     | 78'  |
| MED               | 15 | El Arbi Hillel Soudani |     | 100' |
| DEL               | 13 | Islam Slimani          |     |      |
| Sustituciones:    |    |                        |     |      |
| MED               | 11 | Yacine Brahimi         |     | 78'  |
| DEF               | 2  | Madjid Bougherra       |     | 97'  |
| MED               | 18 | Abdelmoumene Djabou    |     | 100' |
| Entrenador:       |    |                        |     |      |
| Vahid Halilhodžić |    |                        |     |      |

| Árbitros asistentes: Emerson De Carvalho Marcelo Van Gasse Cuarto oficial: Walter López Árbitro asistente de reserva: Leonel Leal |

### Cuartos de final

#### Francia - Alemania
El 4 de julio en el Estadio Maracaná, en cuartos venció a Francia por la mínima con gol de cabeza de Hummels en el minuto 12. Así logró avanzar a semifinales por cuarta vez consecutiva desde el Mundial de 2002.
| 4 de julio de 2014, 13:00 | Francia | 0:1 (0:1) | Alemania    | Estadio Maracaná, Río de Janeiro                          |                                                           |
|                           |         | Reporte   | Hummels 12' | Asistencia: 74 240 espectadores Árbitro(s): Néstor Pitana | Asistencia: 74 240 espectadores Árbitro(s): Néstor Pitana |

|  | Bandera de Francia |  | Bandera de Alemania |  |
|  | ------------------ |  | ------------------- |  |

| FRANCIA          |    |                   |  |     |
|                  |    |                   |  |     |
| POR              | 1  | Hugo Lloris       |  |     |
| DEF              | 2  | Mathieu Debuchy   |  |     |
| DEF              | 4  | Raphaël Varane    |  |     |
| DEF              | 5  | Mamadou Sakho     |  | 72' |
| DEF              | 3  | Patrice Evra      |  |     |
| MED              | 19 | Paul Pogba        |  |     |
| MED              | 6  | Yohan Cabaye      |  | 73' |
| MED              | 14 | Blaise Matuidi    |  |     |
| DEL              | 8  | Mathieu Valbuena  |  | 85' |
| DEL              | 10 | Karim Benzema     |  |     |
| DEL              | 11 | Antoine Griezmann |  |     |
| Sustituciones:   |    |                   |  |     |
| DEF              | 21 | Laurent Koscielny |  | 72' |
| DEL              | 20 | Loïc Rémy         |  | 73' |
| DEL              | 9  | Olivier Giroud    |  | 85' |
| Entrenador:      |    |                   |  |     |
| Didier Deschamps |    |                   |  |     |

| ALEMANIA       |    |                        |     |        |
|                |    |                        |     |        |
| POR            | 1  | Manuel Neuer           |     |        |
| DEF            | 16 | Philipp Lahm           |     |        |
| DEF            | 20 | Jérôme Boateng         |     |        |
| DEF            | 5  | Mats Hummels           |     |        |
| DEF            | 4  | Benedikt Höwedes       |     |        |
| MED            | 6  | Sami Khedira           | 54' |        |
| MED            | 7  | Bastian Schweinsteiger | 80' |        |
| MED            | 18 | Toni Kroos             |     | 90'+2' |
| DEL            | 13 | Thomas Müller          |     |        |
| DEL            | 11 | Miroslav Klose         |     | 69'    |
| DEL            | 8  | Mesut Özil             |     | 83'    |
| Sustituciones: |    |                        |     |        |
| MED            | 9  | André Schürrle         |     | 69'    |
| MED            | 19 | Mario Götze            |     | 83'    |
| MED            | 23 | Christoph Kramer       |     | 90'+2' |
| Entrenador:    |    |                        |     |        |
| Joachim Löw    |    |                        |     |        |

| Árbitros asistentes: Hernán Maidana Juan Pablo Belatti Cuarto oficial: Jonas Eriksson Árbitro asistente de reserva: Mathias Klasenius |

### Semifinales

#### Brasil - Alemania
Sin embargo, el 8 de julio en el estadio Mineirão de Belo Horizonte, Alemania conseguiría en semifinales una de las mayores hazañas de la historia del fútbol al vencer al país organizador, Brasil, por un abultado marcador de 7-1, convirtiéndose en la mayor derrota de la verdeamarela en su historia. Müller abrió el marcador en el minuto 11, once minutos después cayó el 2-0  marcado por Klose para convertirse en el máximo goleador de la historia de los mundiales, con 16 dianas, superando a Ronaldo. Después del segundo gol, los alemanes presionaron a los brasileños en cada salida, lo que rindió frutos, ya que Toni Kroos marcó el doblete más rápido de los mundiales, en tan solo 69 segundos (24 y 25).
Sami Khedira hizo el 5-0 antes de la media hora de juego. En la segunda mitad, André Schürrle marcó doblete en el 69 y 79; y en el descuento Oscar marcó el gol del honor (si se puede considerar así). Como consecuencia el partido fue bautizado como «Mineirazo» y pasó a la historia como la semifinal con más goles en la historia de los mundiales y la mayor goleada a un país anfitrión y campeón del mundo.
| 8 de julio de 2014, 17:00 | Brasil    | 1:7 (0:5) | Alemania                                                                | Estadio Mineirão, Belo Horizonte                            |                                                             |
|                           | Oscar 89' | Reporte   | Müller 10' · Klose 22' · Kroos 24' 25' · Khedira 28' · Schürrle 68' 78' | Asistencia: 58 141 espectadores Árbitro(s): Marco Rodríguez | Asistencia: 58 141 espectadores Árbitro(s): Marco Rodríguez |

|  | Bandera de Brasil |  | Bandera de Alemania |  |
|  | ----------------- |  | ------------------- |  |

| BRASIL              |    |              |         |         |
|                     |    |              |         |         |
| POR                 | 12 | Júlio César  |         |         |
| DEF                 | 23 | Maicon       |         |         |
| DEF                 | 4  | David Luiz   |         |         |
| DEF                 | 13 | Dante        | 68'     |         |
| DEF                 | 6  | Marcelo      |         |         |
| MED                 | 5  | Fernandinho  |         | 46'(ET) |
| MED                 | 17 | Luiz Gustavo |         |         |
| MED                 | 20 | Bernard      |         |         |
| MED                 | 11 | Oscar        |         |         |
| MED                 | 7  | Hulk         | 46'(ET) |         |
| DEL                 | 9  | Fred         |         | 69'     |
| Sustituciones:      |    |              |         |         |
| MED                 | 8  | Paulinho     |         | 46'(ET) |
| MED                 | 16 | Ramires      |         | 46'(ET) |
| MED                 | 19 | Willian      |         | 69'     |
| Entrenador:         |    |              |         |         |
| Luiz Felipe Scolari |    |              |         |         |

| ALEMANIA       |    |                        |  |         |
|                |    |                        |  |         |
| POR            | 1  | Manuel Neuer           |  |         |
| DEF            | 16 | Philipp Lahm           |  |         |
| DEF            | 20 | Jérôme Boateng         |  |         |
| DEF            | 5  | Mats Hummels           |  | 46'(ET) |
| DEF            | 4  | Benedikt Höwedes       |  |         |
| MED            | 6  | Sami Khedira           |  | 76'     |
| MED            | 7  | Bastian Schweinsteiger |  |         |
| MED            | 18 | Toni Kroos             |  |         |
| DEL            | 13 | Thomas Müller          |  |         |
| DEL            | 11 | Miroslav Klose         |  | 58'     |
| DEL            | 8  | Mesut Özil             |  |         |
| Sustituciones: |    |                        |  |         |
| DEF            | 17 | Per Mertesacker        |  | 46'(ET) |
| MED            | 9  | André Schürrle         |  | 58'     |
| MED            | 14 | Julian Draxler         |  | 76'     |
| Entrenador:    |    |                        |  |         |
| Joachim Löw    |    |                        |  |         |

| Árbitros asistentes: Marvin Torrentera Marcos Quintero Cuarto oficial: Mark Geiger Árbitro asistente de reserva: Mark Hurd |

### Final

#### Alemania - Argentina
Alemania jugó su octava final histórica y su tercera ante Argentina, el domingo 13 de julio de 2014, en el Maracaná de Río de Janeiro. Alemania logró imponerse por 1-0 en la prórroga en el minuto 113 con un solitario gol de Mario Götze, así se adjudicó su cuarta estrella mundial, convirtiéndose en el primer país europeo en coronarse en el continente americano.
| 13 de julio de 2014, 16:00 | Alemania   | 1:0 (0:0, 0:0) (t. s.) | Argentina | Estadio Maracaná, Río de Janeiro                           |                                                            |
|                            | Götze 112' | Reporte                |           | Asistencia: 74 738 espectadores Árbitro(s): Nicola Rizzoli | Asistencia: 74 738 espectadores Árbitro(s): Nicola Rizzoli |

|  | Bandera de Alemania |  | Bandera de Argentina |  |
|  | ------------------- |  | -------------------- |  |

| ALEMANIA       |    |                        |     |      |
|                |    |                        |     |      |
| POR            | 1  | Manuel Neuer           |     |      |
| DEF            | 16 | Philipp Lahm           |     |      |
| DEF            | 20 | Jérôme Boateng         |     |      |
| DEF            | 5  | Mats Hummels           |     |      |
| DEF            | 4  | Benedikt Höwedes       | 34' |      |
| MED            | 23 | Christoph Kramer       |     | 31'  |
| MED            | 7  | Bastian Schweinsteiger | 29' |      |
| MED            | 18 | Toni Kroos             |     |      |
| DEL            | 13 | Thomas Müller          |     |      |
| DEL            | 11 | Miroslav Klose         |     | 88'  |
| DEL            | 8  | Mesut Özil             |     | 120' |
| Sustituciones: |    |                        |     |      |
| MED            | 9  | André Schürrle         |     | 31'  |
| MED            | 19 | Mario Götze            |     | 88'  |
| MED            | 17 | Per Mertesacker        |     | 120' |
| Entrenador:    |    |                        |     |      |
| Joachim Löw    |    |                        |     |      |

| ARGENTINA         |    |                   |     |         |
|                   |    |                   |     |         |
| POR               | 1  | Sergio Romero     |     |         |
| DEF               | 4  | Pablo Zabaleta    |     |         |
| DEF               | 15 | Martín Demichelis |     |         |
| DEF               | 2  | Ezequiel Garay    |     |         |
| DEF               | 16 | Marcos Rojo       |     |         |
| MED               | 8  | Enzo Pérez        |     | 86'     |
| MED               | 6  | Lucas Biglia      |     |         |
| MED               | 14 | Javier Mascherano | 64' |         |
| MED               | 22 | Ezequiel Lavezzi  |     | 46'(ET) |
| DEL               | 10 | Lionel Messi      |     |         |
| DEL               | 9  | Gonzalo Higuaín   |     | 78'     |
| Sustituciones:    |    |                   |     |         |
| DEL               | 20 | Sergio Agüero     | 65' | 46'(ET) |
| DEL               | 18 | Rodrigo Palacio   |     | 78'     |
| MED               | 5  | Fernando Gago     |     | 86'     |
| Entrenador:       |    |                   |     |         |
| Alejandro Sabella |    |                   |     |         |

| Árbitros asistentes: Renato Faverani Andrea Stefani Cuarto oficial: Carlos Vera Árbitro asistente de reserva: Christian Lescano |

|                     |
| Bandera de Alemania |
| Campeón Alemania    |
| Cuarto título       |

## Estadísticas

### Participación de jugadores
| #  | Pos        | Jugador            | PJ (T/S) | Minutos Jugados | Goles recibidos | Atajos | Tarjetas Amarillas | Doble Tarjeta Amarilla y Roja | Tarjetas Rojas |
| -- | ---------- | ------------------ | -------- | --------------- | --------------- | ------ | ------------------ | ----------------------------- | -------------- |
| 1  | Guardameta | Manuel Neuer       | 7 (7/0)  | 690'            | 4               | 25     | 0                  | 0                             | 0              |
| 12 | Guardameta | Ron-Robert Zieler  | 0        | 0               | 0               | 0      | 0                  | 0                             | 0              |
| 22 | Guardameta | Roman Weidenfeller | 0        | 0               | 0               | 0      | 0                  | 0                             | 0              |

| #  | Pos            | Jugador                | PJ (T/S) | Minutos Jugados | (P)   | Asistencias | Tarjetas Amarillas | Doble Tarjeta Amarilla y Roja | Tarjetas Rojas |
| -- | -------------- | ---------------------- | -------- | --------------- | ----- | ----------- | ------------------ | ----------------------------- | -------------- |
| 2  | Defensa        | Kevin Großkreutz       | 0        | 0               | 0     | 0           | 0                  | 0                             | 0              |
| 3  | Centrocampista | Matthias Ginter        | 0        | 0               | 0     | 0           | 0                  | 0                             | 0              |
| 4  | Defensa        | Benedikt Höwedes       | 7 (7/0)  | 690'            | 0     | 0           | 2                  | 0                             | 0              |
| 5  | Defensa        | Mats Hummels           | 6 (6/0)  | 509'            | 2     | 0           | 0                  | 0                             | 0              |
| 6  | Centrocampista | Sami Khedira           | 5 (4/1)  | 376'            | 1     | 1           | 1                  | 0                             | 0              |
| 7  | Centrocampista | Bastian Schweinsteiger | 6 (4/2)  | 505'            | 0     | 0           | 2                  | 0                             | 0              |
| 8  | Centrocampista | Mesut Özil             | 7 (7/0)  | 655'            | 1     | 1           | 0                  | 0                             | 0              |
| 9  | Centrocampista | André Schürrle         | 6 (0/6)  | 244'            | 3     | 1           | 0                  | 0                             | 0              |
| 10 | Centrocampista | Lukas Podolski         | 2 (1/1)  | 54'             | 0     | 0           | 0                  | 0                             | 0              |
| 11 | Delantero      | Miroslav Klose         | 5 (3/2)  | 280'            | 2     | 0           | 0                  | 0                             | 0              |
| 13 | Centrocampista | Thomas Müller          | 7 (7/0)  | 682'            | 5 (1) | 3           | 0                  | 0                             | 0              |
| 14 | Centrocampista | Julian Draxler         | 1 (0/1)  | 14'             | 0     | 0           | 0                  | 0                             | 0              |
| 15 | Defensa        | Erik Durm              | 0        | 0               | 0     | 0           | 0                  | 0                             | 0              |
| 16 | Defensa        | Philipp Lahm           | 7 (7/0)  | 690'            | 0     | 2           | 1                  | 0                             | 0              |
| 17 | Defensa        | Per Mertesacker        | 6 (4/2)  | 435'            | 0     | 0           | 0                  | 0                             | 0              |
| 18 | Centrocampista | Toni Kroos             | 7 (7/0)  | 690'            | 2     | 4           | 0                  | 0                             | 0              |
| 19 | Centrocampista | Mario Götze            | 6 (3/3)  | 258'            | 2     | 0           | 0                  | 0                             | 0              |
| 20 | Defensa        | Jérôme Boateng         | 7 (7/0)  | 646'            | 0     | 0           | 0                  | 0                             | 0              |
| 21 | Defensa        | Shkodran Mustafi       | 3 (1/2)  | 131'            | 0     | 0           | 0                  | 0                             | 0              |
| 23 | Centrocampista | Christoph Kramer       | 3 (1/2)  | 43'             | 0     | 0           | 0                  | 0                             | 0              |